# Avi Assouly

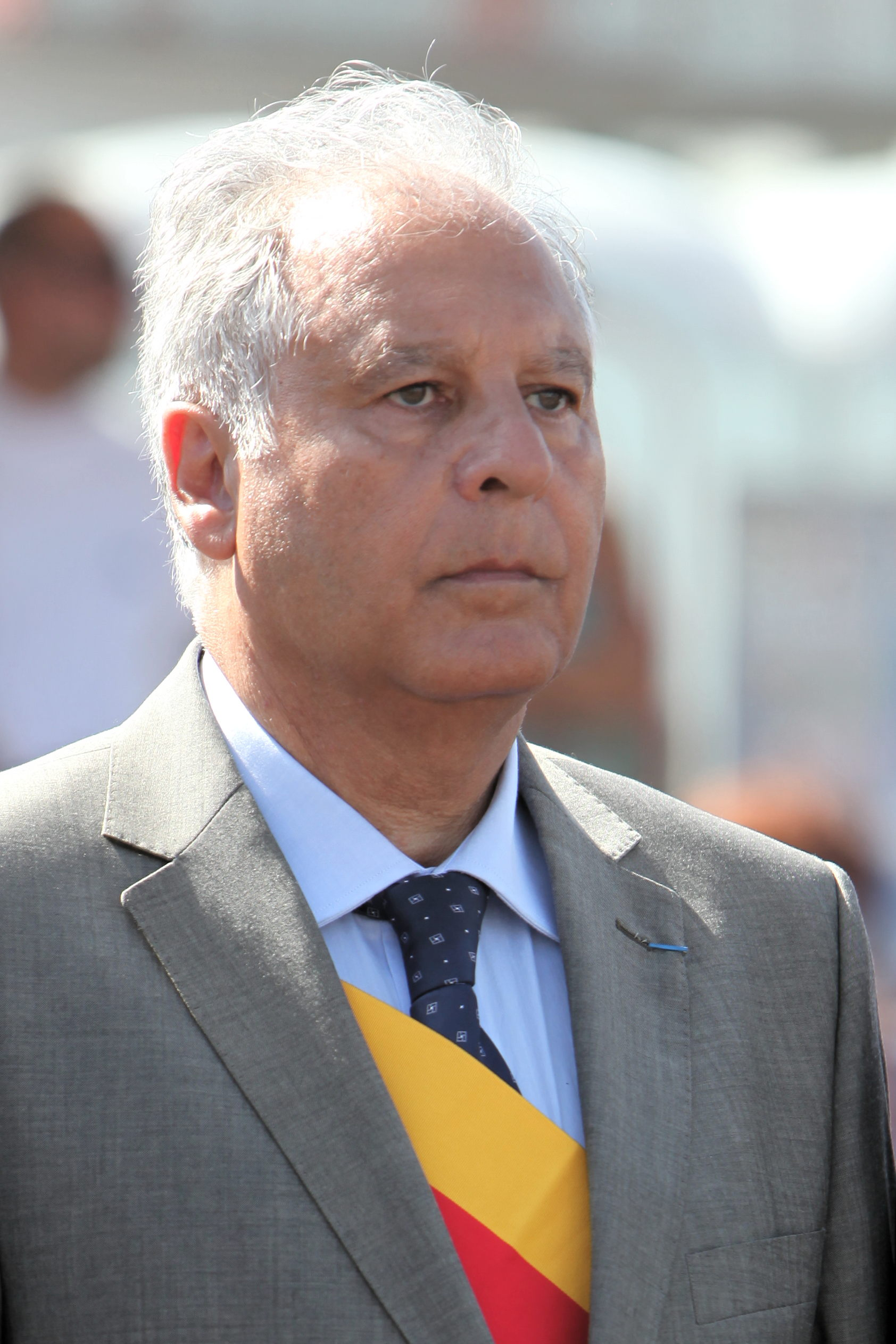
Assouly 2012

Avi Assouly (* 5. Juni 1950 in Aïn El Arbaa, Algerien; † 14. Februar 2025) war ein französischer Fußballspieler, Sportjournalist und Politiker. Er war von 2012 bis 2014 Abgeordneter der Nationalversammlung.

## Werdegang
Assouly war als junger Erwachsener zunächst Fußballspieler. Er lief als Stürmer für den RC Besançon auf und kam ab der Saison 1968/69 zu insgesamt fünf Zweitligaeinsätzen. Danach beendete er seine Karriere als Fußballer und kämpfte für die israelische Armee im Jom-Kippur-Krieg. Nach dem Ende des Krieges arbeitete er für die israelische Fluggesellschaft El Al, für die er in Frankreich und in den USA tätig war. 1984 gab er seinen Beruf auf und arbeitete für die Zeitschrift Crampons als Journalist. In diesem Berufsfeld blieb er, arbeitete später allerdings hauptsächlich als Radiomoderator für France Bleu Provence, wo er ab 1992 tätig war. Für den Sender kommentierte er hunderte Fußballspiele, in der Regel von Olympique Marseille. Bei einem Pokalspiel zwischen dem SC Bastia und Marseille im Jahr 1992 wurde Assouly durch den Einsturz einer Tribüne schwer verletzt. Im Oktober 2009 beendete er seine Laufbahn als Radiomoderator. Nach dem Ende dieser Karriere begann 2010 sein politisches Engagement, als er sich für die Parti socialiste um einen Sitz im Regionalrat der Region Provence-Alpes-Côte d’Azur bewarb. Er zog in den Regionalrat ein und kandidierte bei den Wahlen 2012 als Stellvertreter von Marie-Arlette Carlotti. Als diese zur Ministerin ernannt wurde, rückte er im Juli 2012 für sie in die Nationalversammlung nach. Mit dem Ende ihrer Regierungstätigkeit übernahm Carlotti das Mandat wieder, wodurch Assoulys parlamentarische Laufbahn am 2. Mai 2014 beendet wurde.